# Copa Brasil 1984
Die Copa Brasil 1984 war die 28. Spielzeit der brasilianischen Série A. Bei dem namenähnlichen Wettbewerb, dem Copa do Brasil, handelt es sich um den brasilianischen Pokalwettbewerb, welcher ab 1989 gleichzeitig zur Meisterschaft ausgetragen wurde.

## Saisonverlauf
Die Série A startete am 29. Januar 1984 in ihre neue Saison und endete am 27. Mai 1984. Die Meisterschaft wurde vom nationalen Verband CBF ausgerichtet.
Nach der Saison wurden wie jedes Jahr Auszeichnungen an die besten Spieler des Jahres vergeben. Der „Goldenen Ball“, vergeben von der Sportzeitschrift Placar, ging an Roberto Costa vom Vize-Meister CR Vasco da Gama. Torschützenkönig wurde mit 16 Treffern Roberto Dinamite ebenfalls vom CR Vasco da Gama.

### Teilnehmer
Als Teilnehmer wurden zunächst festgelegt die 38 besten Mannschaften der Staatsmeisterschaften. Das Feld wurde dann noch aufgefüllt um zwei Mannschaften aus dem historischen Best of des Verbandes, welche noch nicht über die erste Auswahl qualifiziert waren. Vervollständigt wurde die Runde mit dem Meister der Serie B 1984 Uberlândia EC. Dieser griff aber erst in der dritten Runde in den Wettbewerb ein.
Die Teilnehmer aus den Staatsmeisterschaften:
6 Teilnehmer aus der Staatsmeisterschaft von São Paulo:
- SC Corinthians
- SE Palmeiras
- Associação Portuguesa de Desportos
- EC Santo André
- FC Santos
- FC São Paulo

5 Teilnehmer aus der Staatsmeisterschaft von Rio de Janeiro
- America FC (RJ)
- Bangu AC
- Botafogo FR
- CR Flamengo
- Fluminense FC

2 Teilnehmer aus der Staatsmeisterschaft von Rio Grande do Sul
- Grêmio Esportivo Brasil
- SC Internacional

2 Teilnehmer aus der Staatsmeisterschaft von Bahia
- EC Bahia
- Catuense Futebol

2 Teilnehmer aus der Staatsmeisterschaft von Ceará
- Ferroviário AC (CE)
- Fortaleza EC

2 Teilnehmer aus der Staatsmeisterschaft von Goiás
- AA Anapolina
- Goiás EC

2 Teilnehmer aus der Staatsmeisterschaft von Minas Gerais
- Atlético Mineiro
- Cruzeiro EC

2 Teilnehmer aus der Staatsmeisterschaft von Paraná
- Athletico Paranaense
- Coritiba FC

2 Teilnehmer aus der Staatsmeisterschaft von Pernambuco
- Náutico Capibaribe
- Santa Cruz FC

1 Teilnehmer aus der Staatsmeisterschaft von Alagoas
- Clube de Regatas Brasil

1 Teilnehmer aus der Staatsmeisterschaft von Amazonas
- Nacional FC (AM)

1 Teilnehmer aus der Distriktmeisterschaft von Brasília
- Brasília FC

1 Teilnehmer aus der Staatsmeisterschaft von Espírito Santo
- Rio Branco AC

1 Teilnehmer aus der Staatsmeisterschaft von Maranhão
- Moto Club de São Luís

1 Teilnehmer aus der Staatsmeisterschaft von Mato Grosso
- Operário FC (MT)

1 Teilnehmer aus der Staatsmeisterschaft von Mato Grosso do Sul
- Operário FC (MS)

1 Teilnehmer aus der Staatsmeisterschaft von Pará
- Tuna Luso Brasileira

1 Teilnehmer aus der Staatsmeisterschaft von Paraíba
- FC Treze

1 Teilnehmer aus der Staatsmeisterschaft von Piauí
- Auto EC (PI)

1 Teilnehmer aus der Staatsmeisterschaft von Rio Grande do Norte
- ABC Natal

1 Teilnehmer aus der Staatsmeisterschaft von Santa Catarina
- Joinville EC

1 Teilnehmer aus der Staatsmeisterschaft von Sergipe
- AD Confiança

Die Teilnehmer aus dem historischen Best of des Verbandes.
- CR Vasco da Gama aus Rio de Janeiro
- Grêmio FBPA

### Modus
Die teilnehmenden Mannschaften wurden zunächst in acht Hauptgruppen aufgeteilt, die nebeneinander Vorrundenspiele austrugen.
1. Runde:
In den Gruppen A bis H spielten die Mannschaften in Gruppen zu fünft mit Hin- und Rückrunde. Die besten drei einer Gruppe zogen direkt in die nächste Runde ein. Die viertplatzierten jeder Gruppe kamen in eine Ausscheidungsrunde.
Ausscheidungsrunde:
Die acht Mannschaften spielten in vier Paarungen einmal gegeneinander. Die Sieger dieser Spiele vervollständigten das Teilnehmerfeld der zweiten Runde.
2. Runde:
In den Gruppen I bis O spielten die Mannschaften in Gruppen zu viert mit Hin- und Rückrunde. Die besten zwei einer Gruppe zogen direkt in die nächste Runde ein. Ebenso die bestplatzierte dritte Mannschaft.
3. Runde:
Die 15 Qualifikanten aus der zweiten Runde wurde ergänzt um den Uberlândia EC als Sieger der Serie B 1984. In den Gruppen P bis S spielten die Mannschaften in Gruppen zu viert mit Hin- und Rückrunde. Die besten zwei einer Gruppe zogen ins Viertelfinale ein.
Finalrunde:
Vom Viertelfinale bis zum Finale wurden alle Spiele in Hin- und Rückspielen ausgetragen.
Gesamttabelle:
Aus den Ergebnissen aller Spiele wurde eine Gesamttabelle gebildet. Diese wird vom nationalen Verband zur Berechnung der ewigen Bestenliste genutzt.

## 1. Runde

### Gruppe A
| Pl. | Verein               | Sp. | S | U | N | Tore    | Diff. | Punkte |
| --- | -------------------- | --- | - | - | - | ------- | ----- | ------ |
| 1.  | FC São Paulo         | 8   | 4 | 3 | 1 | 016:800 | +8    | 11     |
| 2.  | CR Vasco da Gama     | 8   | 4 | 1 | 3 | 020:900 | +11   | 09     |
| 3.  | Fortaleza EC         | 8   | 3 | 2 | 3 | 007:110 | −4    | 08     |
| 4.  | Tuna Luso Brasileira | 8   | 2 | 4 | 2 | 006:150 | −9    | 08     |
| 5.  | Nacional FC (AM)     | 8   | 0 | 4 | 4 | 005:110 | −6    | 04     |

### Gruppe B
| Pl. | Verein                  | Sp. | S | U | N | Tore    | Diff. | Punkte |
| --- | ----------------------- | --- | - | - | - | ------- | ----- | ------ |
| 1.  | Atlético Mineiro        | 8   | 5 | 2 | 1 | 018:500 | +13   | 12     |
| 2.  | EC Bahia                | 8   | 3 | 3 | 2 | 009:110 | −2    | 09     |
| 3.  | Clube de Regatas Brasil | 8   | 2 | 3 | 3 | 005:900 | −4    | 07     |
| 4.  | FC Treze                | 8   | 2 | 2 | 4 | 007:110 | −4    | 06     |
| 5.  | Bangu AC                | 8   | 1 | 4 | 3 | 004:700 | −3    | 06     |

### Gruppe C
| Pl. | Verein              | Sp. | S | U | N | Tore    | Diff. | Punkte |
| --- | ------------------- | --- | - | - | - | ------- | ----- | ------ |
| 1.  | FC Santos           | 8   | 7 | 1 | 0 | 020:200 | +18   | 15     |
| 2.  | Fluminense FC       | 8   | 5 | 2 | 1 | 009:300 | +6    | 12     |
| 3.  | ABC Natal           | 8   | 3 | 1 | 4 | 009:100 | −1    | 07     |
| 4.  | Ferroviário AC (CE) | 8   | 1 | 2 | 5 | 002:160 | −14   | 04     |
| 5.  | AD Confiança        | 8   | 1 | 0 | 7 | 005:140 | −9    | 02     |

### Gruppe D
Nach Punktgleichstand am Ende der Austragungsrunde zwischen Santo André und Grêmio, wurde der direkte Vergleich zwischen beiden Klubs zur Entscheidung der Tabellenplatzierung herangezogen. Diesen Entschied Santo André für sich.
| Pl. | Verein             | Sp. | S | U | N | Tore    | Diff. | Punkte |
| --- | ------------------ | --- | - | - | - | ------- | ----- | ------ |
| 1.  | EC Santo André     | 8   | 5 | 2 | 1 | 012:800 | +4    | 12     |
| 2.  | Grêmio FBPA        | 8   | 5 | 2 | 1 | 019:700 | +12   | 12     |
| 3.  | Náutico Capibaribe | 8   | 4 | 2 | 2 | 010:800 | +2    | 10     |
| 4.  | Coritiba FC        | 8   | 2 | 0 | 6 | 011:170 | −6    | 04     |
| 5.  | Catuense Futebol   | 8   | 0 | 2 | 6 | 004:160 | −12   | 02     |

### Gruppe E
| Pl. | Verein           | Sp. | S | U | N | Tore    | Diff. | Punkte |
| --- | ---------------- | --- | - | - | - | ------- | ----- | ------ |
| 1.  | CR Flamengo (M)  | 8   | 4 | 4 | 0 | 013:600 | +7    | 12     |
| 2.  | SE Palmeiras     | 8   | 4 | 3 | 1 | 015:700 | +8    | 11     |
| 3.  | Operário FC (MS) | 8   | 3 | 3 | 2 | 015:110 | +4    | 09     |
| 4.  | Goiás EC         | 8   | 3 | 2 | 3 | 011:100 | +1    | 08     |
| 5.  | Brasília FC      | 8   | 0 | 0 | 8 | 004:240 | −20   | 0      |

| (M) | Meister des Vorjahres |

### Gruppe F
| Pl. | Verein                  | Sp. | S | U | N | Tore    | Diff. | Punkte |
| --- | ----------------------- | --- | - | - | - | ------- | ----- | ------ |
| 1.  | America FC (RJ)         | 8   | 4 | 3 | 1 | 011:700 | +4    | 11     |
| 2.  | Athletico Paranaense    | 8   | 3 | 3 | 2 | 010:800 | +2    | 09     |
| 3.  | Grêmio Esportivo Brasil | 8   | 2 | 4 | 2 | 007:900 | −2    | 08     |
| 4.  | Rio Branco AC           | 8   | 3 | 0 | 5 | 010:170 | −7    | 06     |
| 5.  | Cruzeiro EC             | 8   | 2 | 2 | 4 | 016:130 | +3    | 06     |

### Gruppe G
| Pl. | Verein           | Sp. | S | U | N | Tore    | Diff. | Punkte |
| --- | ---------------- | --- | - | - | - | ------- | ----- | ------ |
| 1.  | SC Corinthians   | 8   | 3 | 4 | 1 | 009:400 | +5    | 10     |
| 2.  | SC Internacional | 8   | 2 | 6 | 0 | 012:500 | +7    | 10     |
| 3.  | Operário FC (MT) | 8   | 2 | 3 | 3 | 010:110 | −1    | 07     |
| 4.  | Joinville EC     | 8   | 2 | 3 | 3 | 006:700 | −1    | 07     |
| 5.  | AA Anapolina     | 8   | 1 | 4 | 3 | 003:130 | −10   | 06     |

### Gruppe H
| Pl. | Verein                | Sp. | S | U | N | Tore    | Diff. | Punkte |
| --- | --------------------- | --- | - | - | - | ------- | ----- | ------ |
| 1.  | Santa Cruz FC         | 8   | 4 | 3 | 1 | 011:600 | +5    | 11     |
| 2.  | Botafogo FR           | 8   | 4 | 2 | 2 | 008:500 | +3    | 10     |
| 3.  | Portuguesa            | 8   | 3 | 3 | 2 | 010:400 | +6    | 09     |
| 4.  | Auto EC (PI)          | 8   | 3 | 0 | 5 | 010:170 | −7    | 06     |
| 5.  | Moto Club de São Luís | 8   | 1 | 2 | 5 | 007:140 | −7    | 04     |

## Ausscheidungsrunde
|                      | Ergebnis |                     |
| -------------------- | -------- | ------------------- |
| Tuna Luso Brasileira | 0:1      | FC Treze            |
| Coritiba FC          | 3:1      | Ferroviário AC (CE) |
| Goiás EC             | 2:1      | Rio Branco AC       |
| Joinville EC         | 2:0      | Auto EC (PI)        |

## 2. Runde

### Gruppe I
| Pl. | Verein        | Sp. | S | U | N | Tore    | Diff. | Punkte |
| --- | ------------- | --- | - | - | - | ------- | ----- | ------ |
| 1.  | Fluminense FC | 6   | 3 | 2 | 1 | 009:500 | +4    | 08     |
| 2.  | Goiás EC      | 6   | 3 | 1 | 2 | 011:900 | +2    | 07     |
| 3.  | FC São Paulo  | 6   | 2 | 3 | 1 | 007:600 | +1    | 07     |
| 4.  | CS Alagoano   | 6   | 0 | 2 | 4 | 003:100 | −7    | 02     |

### Gruppe J
Die Entscheidung zwischen Platz ein und zwei sowie zwischen drei und vier, fiel aufgrund des besseren Abschneidens im direkten Vergleich.
| Pl. | Verein           | Sp. | S | U | N | Tore    | Diff. | Punkte |
| --- | ---------------- | --- | - | - | - | ------- | ----- | ------ |
| 1.  | CR Vasco da Gama | 6   | 3 | 1 | 2 | 010:300 | +7    | 07     |
| 2.  | Grêmio FBPA      | 6   | 3 | 1 | 2 | 003:200 | +1    | 07     |
| 3.  | Atlético Mineiro | 6   | 2 | 1 | 3 | 006:700 | −1    | 05     |
| 4.  | Joinville EC     | 6   | 2 | 1 | 3 | 004:110 | −7    | 05     |

### Gruppe K
| Pl. | Verein                  | Sp. | S | U | N | Tore    | Diff. | Punkte |
| --- | ----------------------- | --- | - | - | - | ------- | ----- | ------ |
| 1.  | FC Santos               | 6   | 2 | 3 | 1 | 011:700 | +4    | 07     |
| 2.  | Fortaleza EC            | 6   | 2 | 3 | 1 | 007:800 | −1    | 07     |
| 3.  | SE Palmeiras            | 6   | 2 | 2 | 2 | 015:900 | +6    | 06     |
| 4.  | Clube de Regatas Brasil | 6   | 1 | 2 | 3 | 001:100 | −9    | 04     |

### Gruppe L
| Pl. | Verein               | Sp. | S | U | N | Tore    | Diff. | Punkte |
| --- | -------------------- | --- | - | - | - | ------- | ----- | ------ |
| 1.  | Athletico Paranaense | 6   | 3 | 1 | 2 | 009:400 | +5    | 07     |
| 2.  | EC Santo André       | 6   | 2 | 3 | 1 | 010:600 | +4    | 07     |
| 3.  | Operário FC (MS)     | 6   | 3 | 1 | 2 | 005:500 | ±0    | 07     |
| 4.  | ABC Natal            | 6   | 1 | 1 | 4 | 005:140 | −9    | 03     |

### Gruppe M
| Pl. | Verein                  | Sp. | S | U | N | Tore    | Diff. | Punkte |
| --- | ----------------------- | --- | - | - | - | ------- | ----- | ------ |
| 1.  | Portuguesa              | 6   | 3 | 2 | 1 | 007:300 | +4    | 08     |
| 2.  | CR Flamengo (M)         | 6   | 3 | 1 | 2 | 007:600 | +1    | 07     |
| 3.  | Grêmio Esportivo Brasil | 6   | 2 | 1 | 3 | 004:900 | −5    | 05     |
| 4.  | SC Internacional        | 6   | 1 | 2 | 3 | 005:500 | ±0    | 04     |

| (M) | Meister des Vorjahres |

### Gruppe N
| Pl. | Verein           | Sp. | S | U | N | Tore    | Diff. | Punkte |
| --- | ---------------- | --- | - | - | - | ------- | ----- | ------ |
| 1.  | Coritiba FC      | 6   | 3 | 1 | 2 | 008:800 | ±0    | 07     |
| 2.  | America FC (RJ)  | 6   | 3 | 1 | 2 | 011:700 | +4    | 07     |
| 3.  | Operário FC (MT) | 6   | 2 | 1 | 3 | 006:100 | −4    | 05     |
| 4.  | Botafogo FR      | 6   | 1 | 3 | 2 | 006:600 | ±0    | 05     |

### Gruppe O
Die Entscheidung zwischen Platz zwei und drei fiel aufgrund des besseren Abschneidens im direkten Vergleich.
| Pl. | Verein             | Sp. | S | U | N | Tore    | Diff. | Punkte |
| --- | ------------------ | --- | - | - | - | ------- | ----- | ------ |
| 1.  | Náutico Capibaribe | 6   | 3 | 1 | 2 | 008:800 | ±0    | 07     |
| 2.  | SC Corinthians     | 6   | 2 | 3 | 1 | 008:700 | +1    | 07     |
| 3.  | Santa Cruz FC      | 6   | 2 | 3 | 1 | 006:400 | +2    | 07     |
| 4.  | FC Treze           | 6   | 0 | 3 | 3 | 002:500 | −3    | 03     |

## 3. Runde
Vervollständigt wurde die Runde mit dem Meister der Serie B 1984 Uberlândia EC.

### Gruppe P
Die Entscheidung zwischen Platz zwei und drei fiel aufgrund des besseren Abschneidens im direkten Vergleich.
| Pl. | Verein           | Sp. | S | U | N | Tore    | Diff. | Punkte |
| --- | ---------------- | --- | - | - | - | ------- | ----- | ------ |
| 1.  | Fluminense FC    | 6   | 4 | 2 | 0 | 009:300 | +6    | 10     |
| 2.  | Portuguesa       | 6   | 1 | 3 | 2 | 007:900 | −2    | 05     |
| 3.  | Operário FC (MS) | 6   | 1 | 3 | 2 | 005:700 | −2    | 05     |
| 4.  | EC Santo André   | 6   | 0 | 4 | 2 | 003:500 | −2    | 04     |

### Gruppe Q
| Pl. | Verein           | Sp. | S | U | N | Tore    | Diff. | Punkte |
| --- | ---------------- | --- | - | - | - | ------- | ----- | ------ |
| 1.  | CR Vasco da Gama | 6   | 4 | 2 | 0 | 009:100 | +8    | 10     |
| 2.  | Coritiba FC      | 6   | 2 | 3 | 1 | 005:400 | +1    | 07     |
| 3.  | Uberlândia EC    | 6   | 2 | 2 | 2 | 004:300 | +1    | 06     |
| 4.  | Fortaleza EC     | 6   | 0 | 1 | 5 | 003:130 | −10   | 01     |

### Gruppe R
| Pl. | Verein             | Sp. | S | U | N | Tore    | Diff. | Punkte |
| --- | ------------------ | --- | - | - | - | ------- | ----- | ------ |
| 1.  | CR Flamengo (M)    | 6   | 3 | 2 | 1 | 009:400 | +5    | 08     |
| 2.  | Náutico Capibaribe | 6   | 3 | 1 | 2 | 009:900 | ±0    | 07     |
| 3.  | FC Santos          | 6   | 2 | 2 | 2 | 008:700 | +1    | 06     |
| 4.  | America FC (RJ)    | 6   | 0 | 3 | 3 | 003:900 | −6    | 03     |

| (M) | Meister des Vorjahres |

### Gruppe S
| Pl. | Verein               | Sp. | S | U | N | Tore    | Diff. | Punkte |
| --- | -------------------- | --- | - | - | - | ------- | ----- | ------ |
| 1.  | Grêmio FBPA          | 6   | 3 | 3 | 0 | 010:400 | +6    | 09     |
| 2.  | SC Corinthians       | 6   | 3 | 2 | 1 | 010:300 | +7    | 08     |
| 3.  | Athletico Paranaense | 6   | 1 | 3 | 2 | 005:900 | −4    | 05     |
| 4.  | Goiás EC             | 6   | 0 | 2 | 4 | 002:110 | −9    | 02     |

## Viertelfinale
|                    | Gesamt |                  | Hinspiel | Rückspiel |
| ------------------ | ------ | ---------------- | -------- | --------- |
| Coritiba FC        | 2:7    | Fluminense FC    | 2:2      | 0:5       |
| CR Flamengo        | 3:4    | SC Corinthians   | 2:0      | 1:4       |
| Portuguesa         | 5:9    | CR Vasco da Gama | 2:5      | 3:4       |
| Náutico Capibaribe | 3:6    | Grêmio FBPA      | 2:3      | 1:3       |

## Halbfinale
|                | Gesamt |                  | Hinspiel | Rückspiel |
| -------------- | ------ | ---------------- | -------- | --------- |
| Grêmio FBPA    | 1:3    | CR Vasco da Gama | 1:0      | 0:3       |
| SC Corinthians | 0:2    | Fluminense FC    | 0:2      | 0:0       |

## Finale

### Hinspiel
| CR Vasco da Gama                          | CR Vasco da Gama | Fluminense FC | Fluminense FC |
| ----------------------------------------- | --- | --- | ------------- |
| CR Vasco da Gama                          | \| 24. Mai 1984 in Rio de Janeiro (Maracanã) \| \| Ergebnis: 0:1 \| \| Zuschauer: 63.156 \| \| Schiedsrichter: Luís Carlos Félix \|                                                             | \| 24. Mai 1984 in Rio de Janeiro (Maracanã) \| \| Ergebnis: 0:1 \| \| Zuschauer: 63.156 \| \| Schiedsrichter: Luís Carlos Félix \|                                  | Fluminense FC |
| CR Vasco da Gama                          | Roberto Costa, Edevaldo, Ivan, Daniel González, Airton, Pires, Arturzinho, Mário (Geovani Silva), Mauricinho (Jussiê), Roberto Dinamite, Marquinho Carioca Cheftrainer: Eduardo Antunes Coimbra | Paulo Vitor, Aldo, Duílio, Ricardo Gomes, Renato, Jandir Bugs, Delei (Renê Weber), Assis, Romerito, Washington (Wilsinho), Tato Cheftrainer: Carlos Alberto Parreira | Fluminense FC |
| CR Vasco da Gama                          | 0:1 Romerito (23.) | | Fluminense FC |
| 24. Mai 1984 in Rio de Janeiro (Maracanã) | | |               |
| Ergebnis: 0:1                             | | |               |
| Zuschauer: 63.156                         | | |               |
| Schiedsrichter: Luís Carlos Félix         | | |               |

### Rückspiel
| Fluminense FC                             | Fluminense FC | CR Vasco da Gama | CR Vasco da Gama |
| ----------------------------------------- | --- | --- | ---------------- |
| Fluminense FC                             | \| 27. Mai 1984 in Rio de Janeiro (Maracanã) \| \| Ergebnis: 0:0 \| \| Zuschauer: 128.381 \| \| Schiedsrichter: Romualdo Arpi Filho \|       | \| 27. Mai 1984 in Rio de Janeiro (Maracanã) \| \| Ergebnis: 0:0 \| \| Zuschauer: 128.381 \| \| Schiedsrichter: Romualdo Arpi Filho \|                                 | CR Vasco da Gama |
| Fluminense FC                             | Paulo Vitor, Aldo, Duílio, Ricardo Gomes, Branco, Jandir Bugs, Delei, Assis, Romerito, Washington, Tato Cheftrainer: Carlos Alberto Parreira | Roberto Costa, Edevaldo, Ivan, Daniel González, Airton, Pires, Arturzinho, Mário, Mauricinho, Roberto Dinamite, Marquinho Carioca Cheftrainer: Eduardo Antunes Coimbra | CR Vasco da Gama |
| 27. Mai 1984 in Rio de Janeiro (Maracanã) | | |                  |
| Ergebnis: 0:0                             | | |                  |
| Zuschauer: 128.381                        | | |                  |
| Schiedsrichter: Romualdo Arpi Filho       | | |                  |

## Abschlusstabelle
Die Tabelle diente lediglich zur Feststellung der Platzierung der einzelnen Mannschaften in der Saison. Sie setzt sich zusammen aus allen ausgetragenen Spielen. In der Sortierung hat das Erreichen der jeweiligen Finalphase Vorrang vor den erzielten Punkten. Die Spiele aus der Ausscheidungsrunde fanden keine Berücksichtigung.
| Pl. | Verein                  | Sp. | S  | U  | N  | Tore    | Diff. | Punkte |
| --- | ----------------------- | --- | -- | -- | -- | ------- | ----- | ------ |
| 1.  | Fluminense FC           | 26  | 15 | 9  | 2  | 037:130 | +24   | 39     |
| 2.  | CR Vasco da Gama        | 26  | 14 | 5  | 7  | 051:200 | +31   | 33     |
| 3.  | Grêmio FBPA             | 24  | 14 | 6  | 4  | 039:190 | +20   | 34     |
| 4.  | SC Corinthians          | 24  | 9  | 10 | 5  | 031:190 | +12   | 28     |
| 5.  | CR Flamengo (M)         | 22  | 11 | 7  | 4  | 032:200 | +12   | 29     |
| 6.  | Náutico Capibaribe      | 22  | 10 | 4  | 8  | 030:310 | −1    | 24     |
| 7.  | Portuguesa              | 22  | 7  | 8  | 7  | 029:250 | +4    | 22     |
| 8.  | Coritiba FC             | 22  | 7  | 5  | 10 | 026:360 | −10   | 19     |
| 9.  | FC Santos               | 20  | 11 | 6  | 3  | 039:160 | +23   | 28     |
| 10. | EC Santo André          | 26  | 11 | 8  | 7  | 036:230 | +13   | 30     |
| 11. | Athletico Paranaense    | 20  | 7  | 7  | 6  | 024:210 | +3    | 21     |
| 12. | America FC (RJ)         | 20  | 7  | 7  | 6  | 025:230 | +2    | 21     |
| 13. | Operário FC (MS)        | 20  | 7  | 7  | 6  | 025:230 | +2    | 21     |
| 14. | Goiás EC                | 20  | 6  | 5  | 9  | 024:300 | −6    | 17     |
| 15. | Fortaleza EC            | 20  | 5  | 6  | 9  | 017:320 | −15   | 16     |
| 16. | Uberlândia EC           | 6   | 2  | 2  | 2  | 004:300 | +1    | 06     |
| 17. | FC São Paulo            | 14  | 6  | 6  | 2  | 023:140 | +9    | 18     |
| 18. | Santa Cruz FC           | 14  | 6  | 6  | 2  | 017:100 | +7    | 18     |
| 19. | Atlético Mineiro        | 14  | 7  | 3  | 4  | 024:120 | +12   | 17     |
| 20. | SE Palmeiras            | 14  | 6  | 5  | 3  | 030:160 | +14   | 17     |
| 21. | Botafogo FR             | 14  | 5  | 5  | 4  | 014:110 | +3    | 15     |
| 22. | SC Internacional        | 14  | 3  | 8  | 3  | 017:100 | +7    | 14     |
| 23. | Grêmio Esportivo Brasil | 14  | 4  | 5  | 5  | 011:180 | −7    | 13     |
| 24. | Operário FC (MT)        | 14  | 4  | 4  | 6  | 016:210 | −5    | 12     |
| 25. | Joinville EC            | 14  | 4  | 4  | 6  | 010:180 | −8    | 12     |
| 26. | EC Bahia                | 14  | 3  | 5  | 6  | 012:210 | −9    | 11     |
| 27. | Clube de Regatas Brasil | 14  | 3  | 5  | 6  | 006:190 | −13   | 11     |
| 28. | ABC Natal               | 14  | 4  | 2  | 8  | 014:240 | −10   | 10     |
| 29. | FC Treze                | 14  | 2  | 5  | 7  | 009:160 | −7    | 09     |
| 30. | Tuna Luso Brasileira    | 8   | 2  | 4  | 2  | 006:150 | −9    | 08     |
| 31. | Auto EC (PI)            | 8   | 3  | 0  | 5  | 010:170 | −7    | 06     |
| 32. | Rio Branco AC           | 8   | 3  | 0  | 5  | 010:170 | −7    | 06     |
| 33. | Cruzeiro EC             | 8   | 2  | 2  | 4  | 016:130 | +3    | 06     |
| 34. | Bangu AC                | 8   | 1  | 4  | 3  | 004:700 | −3    | 06     |
| 35. | AA Anapolina            | 8   | 1  | 4  | 3  | 003:130 | −10   | 06     |
| 36. | Moto Club de São Luís   | 8   | 1  | 2  | 5  | 007:140 | −7    | 04     |
| 37. | Ferroviário AC (CE)     | 8   | 1  | 2  | 5  | 002:160 | −14   | 04     |
| 38. | Nacional FC (AM)        | 8   | 0  | 4  | 4  | 005:110 | −6    | 04     |
| 39. | AD Confiança            | 8   | 1  | 0  | 7  | 005:140 | −9    | 02     |
| 40. | Catuense Futebol        | 8   | 0  | 2  | 6  | 004:160 | −12   | 02     |
| 41. | Brasília FC             | 8   | 0  | 0  | 8  | 004:240 | −20   | 0      |

| (M) | Meister des Vorjahres |